# 言語政策
言語政策（げんごせいさく、英: Language policy）とは、国家機関が自国民の言語や占領支配地域の言語を対象として実施する政策。
政府レベルで実施する言語計画を指し、言語イデオロギー、言語復興 (Language revitalization) 、言語教育などにまたがる学際分野である。

## 定義
言語政策には様々な（学術的）定義がされている。カプランとバルダウフ(1997)によれば「言語政策は、社会の集団や体系において計画通りの言語変化を成し遂げることを意図した思想、法律、規制、規則、慣行の実体」である。ジョセフ・ロー・ビアンコは、この分野を「特定の歴史および地域の状況が言葉の問題とされるものに影響を及ぼし、そこでの政治力学が問題となる言語のどこに政策上の方針を与えるかを決定するもの」と定義している。マッカーティ(2011)は言語政策を「複雑な社会文化的プロセスであり、権力関係による仲裁を挟んだ人的な相互作用や折衝、および成果の言語様式」と定義している。これらプロセスにおける「政策」は言語調整の権力機関内にあり、それは「使っていい言語と使っては駄目な言語に関する規範的枠組みを表すやり方で、それによって言語のステータスと使用を管理する」という。

## 概要
言語政策は広範であるが、概ね3要素に分類できる。スポルスキー(2004)は「言語共同体の言語政策の3要素を区別することが有用な第一歩だ」と論じている。
1. 言語慣行 - 自国の言語レパートリーを構成する様々な言語の中から選択する慣習的なパターン
2. 言語の信条またはイデオロギー - 言語および言語使用に関する信条
3. 何らかの言語介入・言語計画・言語管理によってその慣行を変えたり影響を及ぼす、何らかの具体的な取り組み[5]

言語政策の伝統的な分野は言語統制(language regulation)に関するものである。これは法律や裁判所の決定や政策を通じて政府が公式に実施するもので、言語の使用法を定めたり、国内優先事項に見合う必要な言語技能者を育成したり、言語を使用・維持する個人や集団の権利を確立させる目的がある。

## 導入
言語政策の導入は国によって様々である。これは言語政策が偶発的な歴史的理由に基づいて実施されることが多いとの事実から説明される場合もある。同様に、言語政策を導入する明示の程度も国によって異なる。フランスのトゥーボン法 (Toubon law) が明示的な言語政策の好例であり、ケベック州のフランス語憲章も同様である。なお日本では、文化庁が国語に関する世論調査を実施して定期的に日本語の乱れ等を調査しているが、それを踏まえた言語法整備や憲章の作成までには至っていない。
トレフソンなどの学識者は言語政策が不平等を生じうると主張し、「言語政策の策定とは社会集団（階級）における区分の基盤理由となる言語の制度化を意味している。すなわち言語政策とは、言語が政治権力や経済資源をやりとりする人物を決定できるよう、社会構造内部にてその言語を位置付けるメカニズムの1つである。言語政策は、支配集団が言語使用の中で覇権を確立するメカニズムである」と述べている。
多くの国には、特定の言語（または言語群）を使うことを優先・推奨するよう勘案された言語政策がある。歴史的に見ると国家は他を犠牲にして1つの公用語を促進する目的で言語政策を行うことが最も多かったが、現在は多くの国が存続の危ぶまれている地域言語や民族言語を保護したり促進するよう勘案された政策である。確かに、言語的少数派が管轄内にいることは内部結束への潜在的脅威になると考えられることも多かったが、国家はまた市民の中央政府に対する信頼を獲得する手段として、少数派に言語権を与えることが長期的な利益になりうることを理解している。 
今日の世界における文化多様性や言語多様性の保護は、多くの科学者、芸術家、作家、政治家、言語共同体の指導者、言語権擁護者にとって大きな関心事である。現在世界で話されている6000の言語の半分以上が21世紀中に消滅する危険があると推定されている。ネイティブ話者の人口規模、公的な会話での使用頻度、話者の社会経済的重要性と地理的分散、などの様々な要因が人類の扱う言語の存在や使用法に影響を与えている。国内の言語政策が、これら要因の一部を軽減させることもあれば悪化させることもある。
例えば、ギラード・ツッカーマンによると「先住民言語の補償 (Native Tongue Title) と言語権は促進されてしかるべきである。（オーストラリアを例に挙げると）政府はアボリジニとトレス海峡諸島の現地語をオーストラリアの公用語として定義すべきで、ワイアラや他の場所の言語景観 (linguistic landscape) を変更する必要がある。標識には英語および現地の先住民言語の両方を入れるべきである。言語、音楽、舞踊を含む先住民族の知識という知的財産を我々は認めるべきである」という。
言語政策を分類するには多くの方法がある。「L'aménagement linguistique dans le monde（世界中の言語政策）」というフランス語のウェブサイトは、1999年にラヴァル大学の社会言語学者ジャケ・ルクレールによって詳細に作られた。言語政策の収集・翻訳・分類作業は1988年に始まり、1994年の『Recueil des législations linguistiques dans le monde（世界の言語法制百科）』1-4巻の出版で最高潮に達した。約470の言語法を含む研究調査を含めたこの著作物は、ケベック州フランス語局(OQLF)による助成を受けたものだった。2008年4月、同ウェブサイトは194の承認済み国家にある354の州や自治区における言語紹介と言語政策を掲示した。

## 主な言語調整機関
- アカデミー・フランセーズ
- ヘブライ語アカデミー
- クルスカ学会
- アカデミーオ・デ・エスペラント
- スペイン語アカデミー協会
- セルビア語標準化委員会（セルビア、モンテネグロ、スルプスカ共和国）
- フィリピノ語委員会（フィリピン）
- オランダ語連合
- 言語育成振興局（インドネシア）
- ノルウェー言語諮問委員会
- ケベック州フランス語局
- ブルトン語公用事務所（ブルターニュのブルトン語）
- 汎南アフリカ言語委員会
- レアル・アカデミア・エスパニョーラ
- スウェーデン語評議会
- 国家リトアニア語委員会